# Мелітина Маркіанапольська
Меліти́на Маркіанапо́льська, у західній традиції Мелі́сса (? — ?) — християнська подвижниця, шанована римо-католицькою церквою як свята, а греко-католицькими і православними церквами як мучениця.

## Життєпис
Точних відомостей про життя цієї видатної християнки, в тому числі про дати її народження та смерті, не збереглося. Достеменно відомо лиш те, що жила вона в давньоримському місті Маркіанополь за часів правління римського імператора Антоніна Пія (138—161) і в цей же проміжок часу загинула.
Мелітина вирізнялася глибокою вірою і молитовною ревністю. За наказом намісника Маркіанополя, прокуратора Антіоха, її заарештували і привели до язичницького храму для того, щоб вона привселюдно зреклася віри в Ісуса Христа і вклонилася ідолам. Однак коли Мелітина увійшла до храму, наповненого римськими вояками, у відповідь на її молитву сталося диво — боввани язичницьких богів Аполлона та Геркулеса впали і розтрощилися на друзки. Збентежений прокуратор велів повернути її до в'язниці.
Згодом Антіох повторив свій намір в іншому храмі, однак цього разу Мелітина сама скинула статуї богів, сказавши, що це є камінь і робота рук людських і що ідоли не мають жодної влади. У своїй проповіді вона визнавала, що існує лише один Бог, Творець усього сущого, який послав свого сина Ісуса Христа для спасіння усього людства. Цією палкою промовою Мелітина навернула багатьох язичників у християнство, серед навернених виявилась і дружина самого прокуратора. Коли Антіох дізнався про це, він розлютився і судив Мелітину. Християнську подвижницю вкотре запроторили до в'язниці, а згодом, щоб настрахати язичників, висікли й повісили на дереві. Однак і після цього Мелітина не зреклася своєї віри, тому за наказом правителя 15 вересня їй відтяли голову мечем. Після страти її тіло довго залишалось непохованим для «повчання» слабовірних язичників.
По деякім часі македонський купець Акакій випрохав дозвіл на поховання тіла. Він планував вивезти мощі святої до своєї батьківщини — Македонії. Втім, під час морської подорожі купець захворів і помер. Це сталося, коли його корабель пропливав повз грецький острів Лемнос. Тіло мучениці Меліти Маркіанопольскої разом із тілом Акакія поховали на Лемносі.
Спомин святої у різних церквах припадає або на 16 вересня (за григоріанським календарем), або на 29 вересня (за юліанським календарем). Оскільки під час одного з діянь мучениці на землю впали і розбилися статуї, то в християнські традиції вона стала покровителькою усіх крихких і делікатних речей, які потребують обережного користування.